# Ванкуверски мрмот
Ванкуверски мрмот (лат. Marmota vancouverensis) је сисар из реда глодара и породице веверица (Sciuridae). 

## Распрострањеност и станиште
Канада је једино познато природно станиште врсте. Ванкуверски мрмот има станиште на копну.

## Начин живота
Ванкуверски мрмот прави подземне пролазе. 

## Угроженост
Ова врста је крајње угрожена и у великој опасности од изумирања.

### Популациони тренд
Популација ове врсте се смањује, судећи по расположивим подацима.